# Župnija Sveta Ana v Slovenskih goricah
Župnija Sveta Ana v Slovenskih goricah je rimskokatoliška teritorialna župnija, dekanije Lenart v Slovenskih goricah, Ptujsko-Slovenjegoriškega naddekanata, ki je del nadškofije Maribor.

## Sakralni objekti
- Cerkev svete Ane, Sveta Ana (župnijska cerkev)
- Cerkev Obiskanja Device Marije, Rožengrunt